# Emil Quaas
Emil Quaas (* 20. Dezember 1996 in Berlin) ist ein deutscher Eishockeyspieler, der seit Juli 2025 bei der Düsseldorfer EG aus der DEL2 unter Vertrag steht und dort auf der Position des Verteidigers spielt. Zuvor war Quaas bereits für den EHC Red Bull München, ERC Ingolstadt und Iserlohn Roosters in der Deutschen Eishockey Liga (DEL) aktiv.

## Karriere
Quaas spielte zunächst in der Schüler-Bundesliga für die Eisbären Juniors Berlin, ehe er im Jahr 2011 in den Nachwuchs der Adler Mannheim wechselte. Mit deren Juniorenteams gewann der Verteidiger im Jahr 2012 die Schüler-Bundesliga sowie in den Jahren 2013 bis 2015 dreimal in Folge den Titel in der Deutschen Nachwuchsliga (DNL). Zudem durchlief er die deutschen Junioren-Nationalmannschaften ab der U16-Altersklasse und vertrat diese bei der Eishockey-Weltmeisterschaft der U18-Junioren 2014 sowie der Eishockey-Weltmeisterschaft der U20-Junioren 2016.
Im Sommer 2015 wechselte Quaas an die Red Bull Hockey Academy nach Salzburg, mit deren Mannschaften er unter anderem an der Alps Hockey League teilnahm. Zwischen 2016 und 2020 spielte er parallel beim EHC Red Bull München in der Deutschen Eishockey Liga (DEL) und kam zudem mit einer Förderlizenz für den SC Riessersee in der DEL2 und nach deren Abstieg in der drittklassigen Oberliga zum Einsatz. Im Dezember 2020 wechselte Quaas innerhalb der DEL zum ERC Ingolstadt, wo er sich fortan in der deutschen Elitespielklasse etablierte und mit der Mannschaft im Frühjahr 2023 Vizemeister wurde. Nach der Vizemeisterschaft verließ der Verteidiger den Verein nach drei Spielzeiten und schloss sich zur Saison 2023/24 den Iserlohn Roosters an. Dort war Quaas zwei Jahre lang aktiv.
Zur Saison 2025/26 entschied sich der Abwehrspieler zur Düsseldorfer EG zu wechseln, die zuvor in die DEL2 abgestiegen war.

## Erfolge und Auszeichnungen
| - 2012 Deutscher Schülermeister mit dem Mannheimer ERC - 2013 DNL-Meister mit den Jungadlern Mannheim - 2014 DNL-Meister mit den Jungadlern Mannheim | - 2015 DNL-Meister mit den Jungadlern Mannheim - 2019 Deutscher Vizemeister mit dem EHC Red Bull München - 2023 Deutscher Vizemeister mit dem ERC Ingolstadt |

## Karrierestatistik

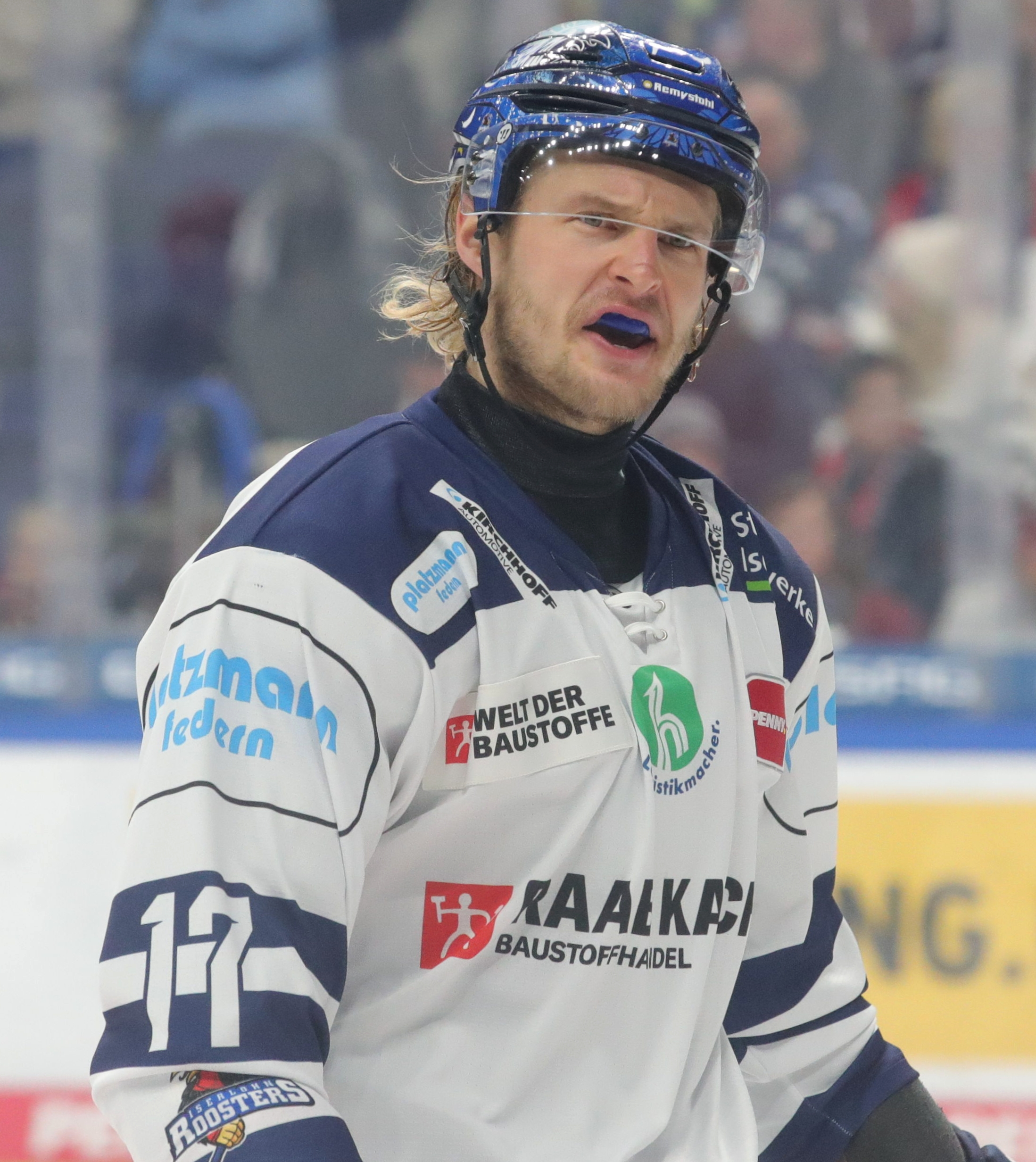
Quaas im Trikot der Iserlohn Roosters (2023)

Stand: Ende der Saison 2024/25

### International
Vertrat Deutschland bei:
- U18-Junioren-Weltmeisterschaft 2014
- U20-Junioren-Weltmeisterschaft der Division IA 2016

(Legende zur Spielerstatistik: Sp oder GP = absolvierte Spiele; T oder G = erzielte Tore; V oder A = erzielte Assists; Pkt oder Pts = erzielte Scorerpunkte; SM oder PIM = erhaltene Strafminuten; +/− = Plus/Minus-Bilanz; PP = erzielte Überzahltore; SH = erzielte Unterzahltore; GW = erzielte Siegtore; 1 Play-downs/Relegation; Kursiv: Statistik nicht vollständig)